# Campionati del mondo di mountain bike 2021
I Campionati del mondo di mountain bike 2021 (en.: 2021 UCI Mountain Bike World Championships), trentaduesima edizione della competizione, si sono svolti in Val di Sole, in Italia, dal 24 al 29 agosto.
Sono stati assegnati diciassette titoli in quattro specialità della mountain bike: il cross country (nove titoli), il downhill (quattro titoli), l'E-Bike cross country (due titoli) e il Four-cross (due titoli). In questa edizione è stata introdotta la prova di short track che assegna anch'essa la maglia iridata.

## Eventi
Mercoledì 25 agosto
- Cross country staffetta a squadre

Giovedì 26 agosto
- Cross country femminile Junior
- Cross country maschile Junior
- Cross country Short Track femminile
- Cross country Short Track maschile

Venerdì 27 agosto
- E-MTB Cross country maschile
- E-MTB Cross country femminile
- Four-cross femminile e maschile

Sabato 28 agosto
- Cross country femminile Under 23
- Cross country maschile Under 23
- Cross country femminile Elite
- Cross country maschile Elite

Domenica 29 agosto
- Downhill femminile Junior
- Downhill maschile Junior
- Downhill femminile Elite
- Downhill maschile Elite

## Medagliere
Vengono assegnate 51 medaglie in 17 gare.
| Pos.   | Nazione       | Oro | Argento | Bronzo | Totale |
| ------ | ------------- | --- | ------- | ------ | ------ |
| 1      | Francia       | 5   | 7       | 2      | 14     |
| 2      | Svizzera      | 3   | 1       | 4      | 8      |
| 3      | Rep. Ceca     | 2   | 0       | 0      | 2      |
| 4      | Gran Bretagna | 1   | 2       | 0      | 3      |
| 5      | Stati Uniti   | 1   | 1       | 1      | 3      |
| 5      | Austria       | 1   | 1       | 1      | 3      |
| 7      | Canada        | 1   | 0       | 1      | 2      |
| 8      | Cile          | 1   | 0       | 0      | 1      |
| 8      | Bulgaria      | 1   | 0       | 0      | 1      |
| 8      | Sudafrica     | 1   | 0       | 0      | 1      |
| 11     | Italia        | 0   | 1       | 1      | 2      |
| 12     | Brasile       | 0   | 1       | 0      | 1      |
| 12     | Colombia      | 0   | 1       | 0      | 1      |
| 12     | Norvegia      | 0   | 1       | 0      | 1      |
| 12     | Paesi Bassi   | 0   | 1       | 0      | 1      |
| 16     | Germania      | 0   | 0       | 3      | 3      |
| 17     | Australia     | 0   | 0       | 1      | 1      |
| 17     | Bolivia       | 0   | 0       | 1      | 1      |
| 17     | Danimarca     | 0   | 0       | 1      | 1      |
| 17     | Nuova Zelanda | 0   | 0       | 1      | 1      |
| Totale | Totale        | 17  | 17      | 17     | 51     |

## Sommario dei risultati
| Eventi                                     | Oro                                                                                           | Tempo    | Argento                                                                                             | Tempo    | Bronzo                                                                                          | Tempo    |
| Gare maschili                              |                                                                                               |          | |          |                                                                                                 |          |
| Cross country Elite dettagli               | Nino Schurter Svizzera                                                                        | 1h22'31" | Mathias Flückiger Svizzera                                                                          | a 02"    | Victor Koretzky Francia                                                                         | a 1'08"  |
| Cross country Under-23 dettagli            | Martín Vidaurre Cile                                                                          | 1h10'31" | Juri Zanotti Italia                                                                                 | a 1'03"  | Joel Roth Svizzera                                                                              | a 1'38"  |
| Cross country Junior dettagli              | Adrien Boichis Francia                                                                        | 59'59"   | Camilo Gómez Colombia                                                                               | a 1'13"  | Nils Aebersold Svizzera                                                                         | a 1'21"  |
| Downhill Elite dettagli                    | Greg Minnaar Sudafrica                                                                        | 3'28"963 | Benoit Coulanges Francia                                                                            | a 0"227  | Troy Brosnan Australia                                                                          | a 0"441  |
| Downhill Junior dettagli                   | Jackson Goldstone Canada                                                                      | 3'37"097 | Jordan Williams Gran Bretagna                                                                       | a 1"812  | Lachlan Stevens-McNab Nuova Zelanda                                                             | a 3"560  |
| E-MTB Cross country dettagli               | Jérôme Gilloux Francia                                                                        | 51'44"   | Hugo Pigeon Francia                                                                                 | a 0'18"  | Christopher Blevins Stati Uniti                                                                 | a 1'11"  |
| Cross country short track dettagli         | Christopher Blevins Stati Uniti                                                               | 19'30"   | Henrique Avancini Brasile                                                                           | a 02"    | Maximilian Brandl Germania                                                                      | a 02"    |
| Four-cross dettagli                        | Tomáš Slavík Rep. Ceca                                                                        |          | Adrien Loron Francia                                                                                |          | Hannes Slavik Austria                                                                           |          |
| Gare femminili                             |                                                                                               |          | |          |                                                                                                 |          |
| Cross country Elite dettagli               | Evie Richards Gran Bretagna                                                                   | 1h23'52" | Anne Terpstra Paesi Bassi                                                                           | a 1'03"  | Sina Frei Svizzera                                                                              | a 1'08"  |
| Cross country Under-23 dettagli            | Mona Mitterwallner Austria                                                                    | 1h06'57" | Laura Stigger Austria                                                                               | a 2'04"  | Caroline Bohe Danimarca                                                                         | a 3'26"  |
| Cross country Junior dettagli              | Line Burquier Francia                                                                         | 55'29"   | Olivia Onesti Francia                                                                               | a 05"    | Sara Cortinovis Italia                                                                          | a 06"    |
| Downhill Elite dettagli                    | Myriam Nicole Francia                                                                         | 4'06"243 | Marine Cabirou Francia                                                                              | a 4"827  | Camille Balanche Svizzera                                                                       | a 6"099  |
| Downhill Junior dettagli                   | Izabela Yankova Bulgaria                                                                      | 4'30"865 | Kine Haugom Norvegia                                                                                | a 10"844 | Gracey Hemstreet Canada                                                                         | a 13"245 |
| E-MTB Cross country dettagli               | Nicole Göldi Svizzera                                                                         | 49'24"   | Laura Charles Francia                                                                               | a 13"    | Sofia Wiedenroth Germania                                                                       | a 43"    |
| Cross country short track dettagli         | Sina Frei Svizzera                                                                            | 20'11"   | Evie Richards Gran Bretagna                                                                         | a 00"    | Pauline Ferrand-Prévot Francia                                                                  | a 01"    |
| Four-cross dettagli                        | Michaela Hájková Rep. Ceca                                                                    |          | Mathilde Bernard Francia                                                                            |          | Anna Sara Rojas Bolivia                                                                         |          |
| Gare miste                                 |                                                                                               |          | |          |                                                                                                 |          |
| Cross country Staffetta a squadre dettagli | Francia Mathis Azzaro Adrien Boichis Lena Gerault Tatiana Tournut Line Burquier Jordan Sarrou | 1h25'51" | Stati Uniti Christopher Blevins Brayden Johnson Savilia Blunk Ruth Holcomb Kate Courtney Amos Riley | a 48"    | Germania Leon Reinhard Kaiser Paul Schehl Sina van Thiel Nina Benz Ronja Eibl Luca Schwarzbauer | a 49"    |